# Антоново (Кемеровская область)
Антоново — деревня в Тисульском районе Кемеровской области. Входит в состав Третьяковского сельского поселения.

## География
Центральная часть населённого пункта расположена на высоте 222 метров над уровнем моря.

## Население
По данным Всероссийской переписи населения 2010 года, в деревне Антоново проживает 77 человек (39 мужчин, 38 женщин).